# 热雷莫阿布
热雷莫阿布是巴西巴伊亚州的一个市镇。总面积4761.114平方公里，总人口36483人，人口密度7.7人/平方公里。